# Commercy
Commercy este un oraș în Franța, sub-prefectură a departamentului Meuse, în regiunea Lorena, traversat de fluviul Meuse. Orașul are o populație de 6.000 locuitori și este renumit prin producția unei varietăți de madlenă (de Commercy), datând din vremea ducelui Lorenei, Stanislas.

## Evoluția populației
| An        | 1975  | 1982  | 1990  | 1999  | 2006  | 2010  |
| --------- | ----- | ----- | ----- | ----- | ----- | ----- |
| Populație | 6.989 | 6.792 | 6.404 | 6.324 | 6.549 | 6.340 |